# 奧斯汀 (印地安納州)
奧斯汀（英語：Austin）是一個位於美國印地安納州斯科特縣的城市。

## 人口
根據2010年美國人口普查的數據，奧斯汀的面積為6.90平方千米，當中陸地面積為6.90平方千米，而水域面積為0.00平方千米。當地共有人口4295人，而人口密度為每平方千米622.46人。